# Szultan-Ahmed Magomedszalihovics Ibragimov
Szultan-Ahmed Magomedszalihovics Ibragimov (oroszul: Султан-Ахмед Магомедсалихович Ибрагимов; Kaszpijszk, Dagesztán, Szovjetunió, 1975. március 8. –) avar nemzetiségű orosz nehézsúlyú profi ökölvívó.

## Amatőr múltja
- 2000-ben ezüstérmes az Európa-bajnokságon nehézsúlyban.
- 2000-ben olimpiai ezüstérmes, a nehézsúly döntőjében a kubai Félix Savóntól szenvedett vereséget.
- 2001-ben bronzérmes a világbajnokságon nehézsúlyban.

## Profi karrierje
2007. június 2-án egyhangú pontozással (119-109, 117-111, 115-113) győzte le az amerikai Shannon Briggset és lett a WBO nehézsúlyú világbajnoka. 2007. október 13-án Moszkvában a volt nehézsúlyú világbajnok Evander Holyfield ellen vívott címvédő mérkőzést, melyet a 12 menet után, (117-111, 117-111, 118-110) pontozás mellett, megnyert. 2008. február 23-án New Yorkban a Madison Square Gardenben egy címegyesítő mérkőzésen egyhangú pontozással kikapott az ukrán IBF bajnok Vlagyimir Klicskótól, így elvesztette veretlenségét.
- WBO világbajnok (2007–2008)

24 mérkőzéséből 22-t megnyert (ebből 17-et idő előtt), egyet vesztett el és 1 végződött döntetlennel.